# Верхньоомка
Верхньоомка (рос. Верхнеомка) — село у Усть-Тарцькому районі Новосибірської області Російської Федерації.
Входить до складу муніципального утворення Камишевська сільрада. Населення становить 185 осіб (2010).

## Історія
Згідно із законом від 2 червня 2004 року органом місцевого самоврядування є Камишевська сільрада.

## Населення
| 2002 | 2007 | 2010 |
| ---- | ---- | ---- |
| 303  | ↘207 | ↘185 |